# مصفوف الكيلومتر المربع

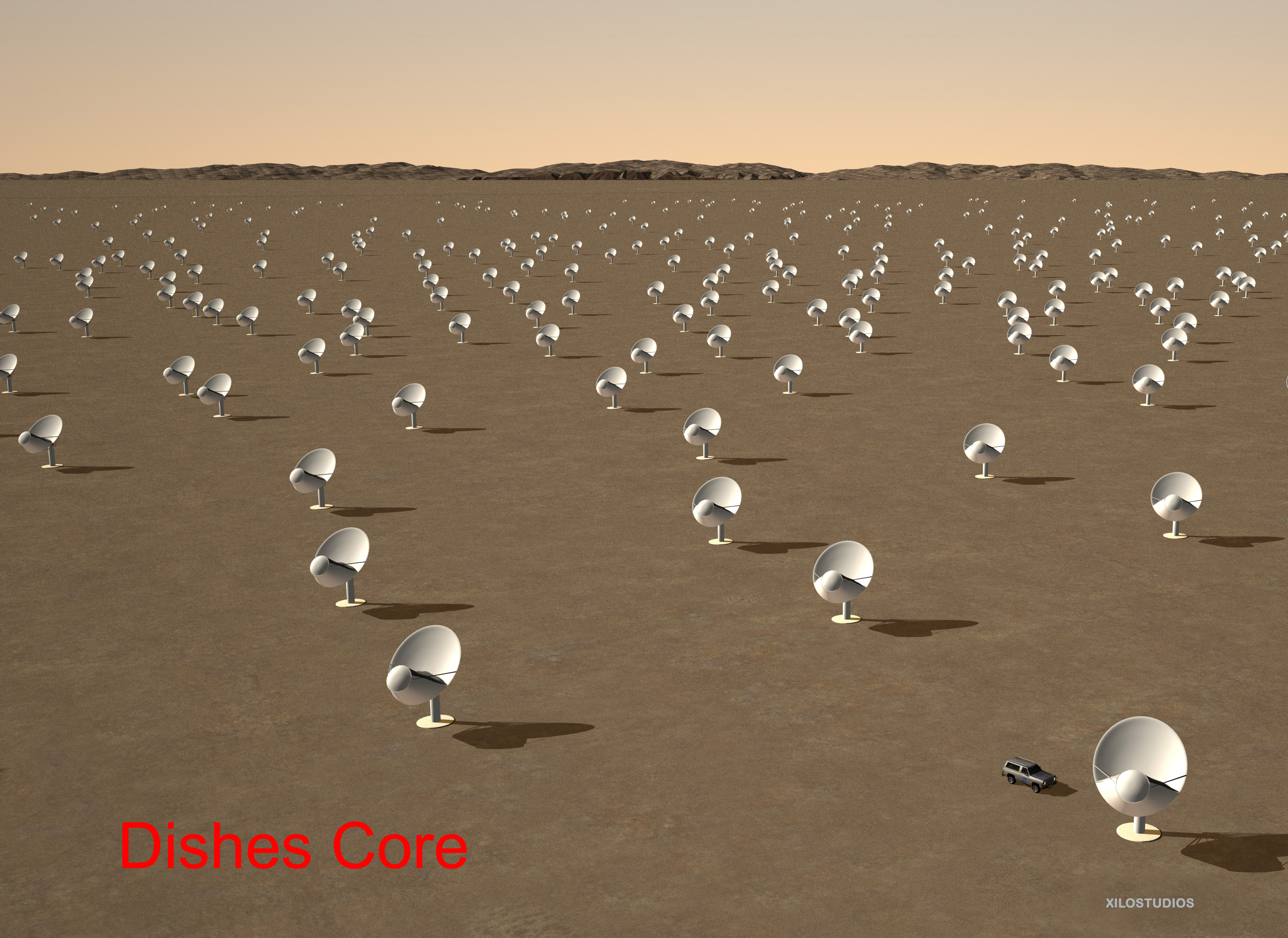
صورة بالحاسوب لجزء من مصفوف التلسكوب الذي سيبنى في جنوب أفريقيا ،(عام 2013 -2022).

مصفوف الكيلومتر المربع في الفلك (بالإنجليزية: Square Kilometer Array) هو مشروع تلسكوب كبير جدا تبلغ مساحته الكلية كيلومتر مربع، لقياس الأشعة الكهرومغناطيسية الآتية من أعماق السماء، بغرض زيادة معرفتنا عن نشأة الكون وعن المادة المظلمة والطاقة المظلمة.
سيكون استقبال التلسكوب أو التلسكوبات، حيث يتكون من مجاميع كبيرة من الهوائيات مختلفة الأحجام ،سيكون في نطاقات محتلفة لتردد الموجات الكهرومغناطيسية.وسيعمل كبره على تقوية الاستقبال بنحو 50 مرة بالمقارنة بتسكوبات أخرى ترصد الأشعة الراديوية. ستعمل على تقييم البيانات حواسيب ذات قدرة فائقة متصلة بين بعضها البعض في شبكات كبيرة، تبلغ في مجموعها قدرة تخزين حميع الاتصالات المدنية التي تجري الآن في أوروبا بأكملها.
سيعمل هذا التلسكوب على مسح السماء أسرع 10.000 مرة عن إمكانياتنا حتى الآن. وسيكون توزيع مجاميع الهوائيات عبر مسافات تصل إلى 3000 كيلومتر من مركز جماعي لها. بذلك يتدعم تباين «الصور» التي يحصل عليها العلماء. من المخطط له أن ينشأ مصفوف الكيلومتر المربع في نصف الكرة الأرضية الجنوبي، ربما يكون في جنوب أفريقيا أو أستراليا ونيوزيلاند حيث من هناك تكون أحسن رؤية نحو مركز المجرة، وفي نفس الوقت تضمن أقل شوشرة قد تنتج عن الاتصالات اليومية الاسلكية المنشرة بيننا، فمعظمنا قد أصبح لديه محمولا للتواصل التليفوني، بالإضافة إلى كثرة الإذاعات ووسائل الإعلام الإلكترونية.
سيبدأ بناء المصفوف عام 2013 وستخصص له ميزانية تبلع 5 و1 مليار يورو، بحيث يبدأ استقبال البيانات في عام 2017، ثم يكتمل عام 2022 ليعمل بكامل قوته.
تشترك 19 دولة في تشغيل مصفوف الكيلومتر المربع SKA. ويأمل العلماء في الحصول على إجابات عن نشأة الكون ومراحل تطوره.

## وصفه

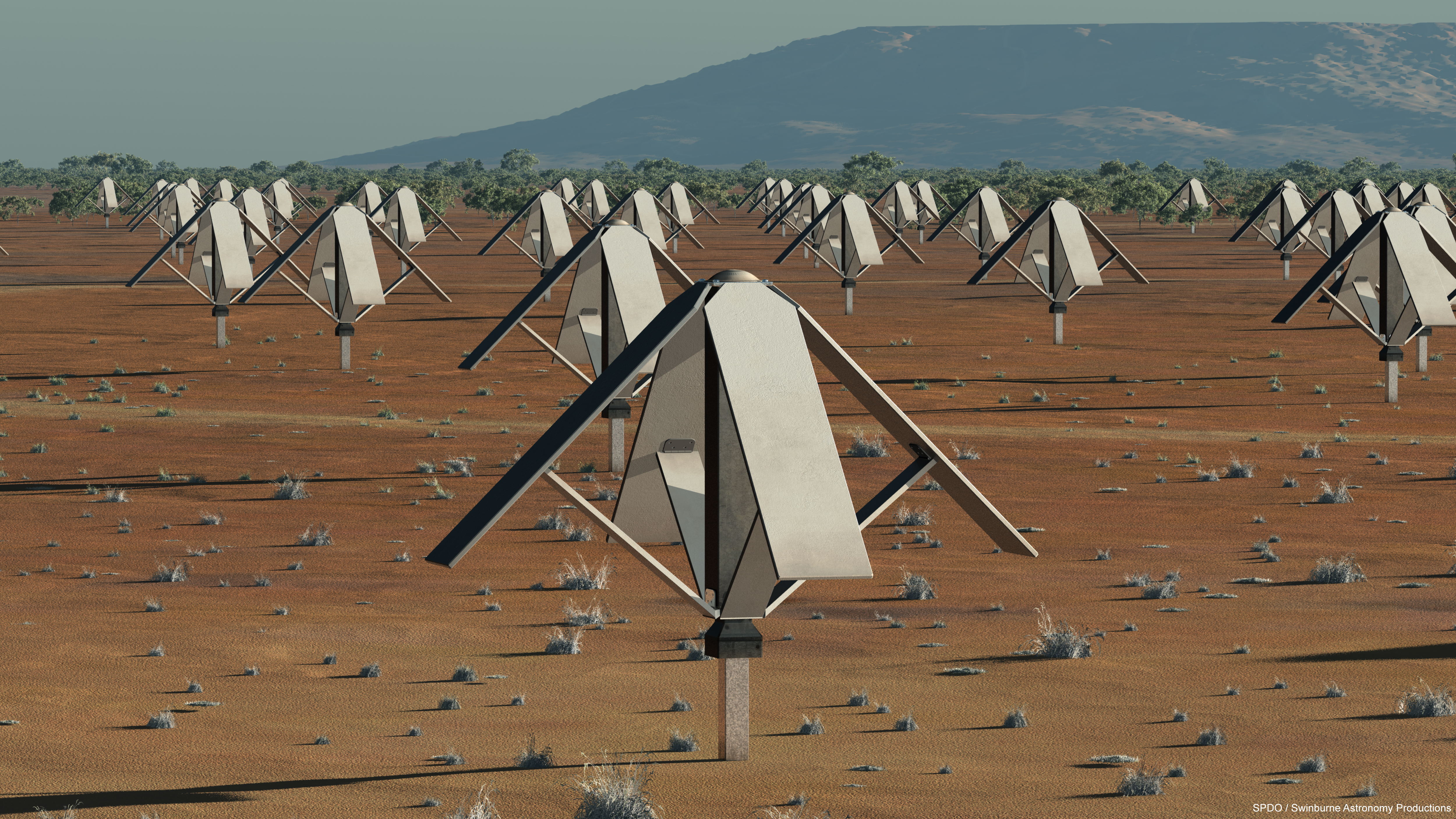
صورة بالحاسوب لهوائيات نطاق الموجات المنخفض.

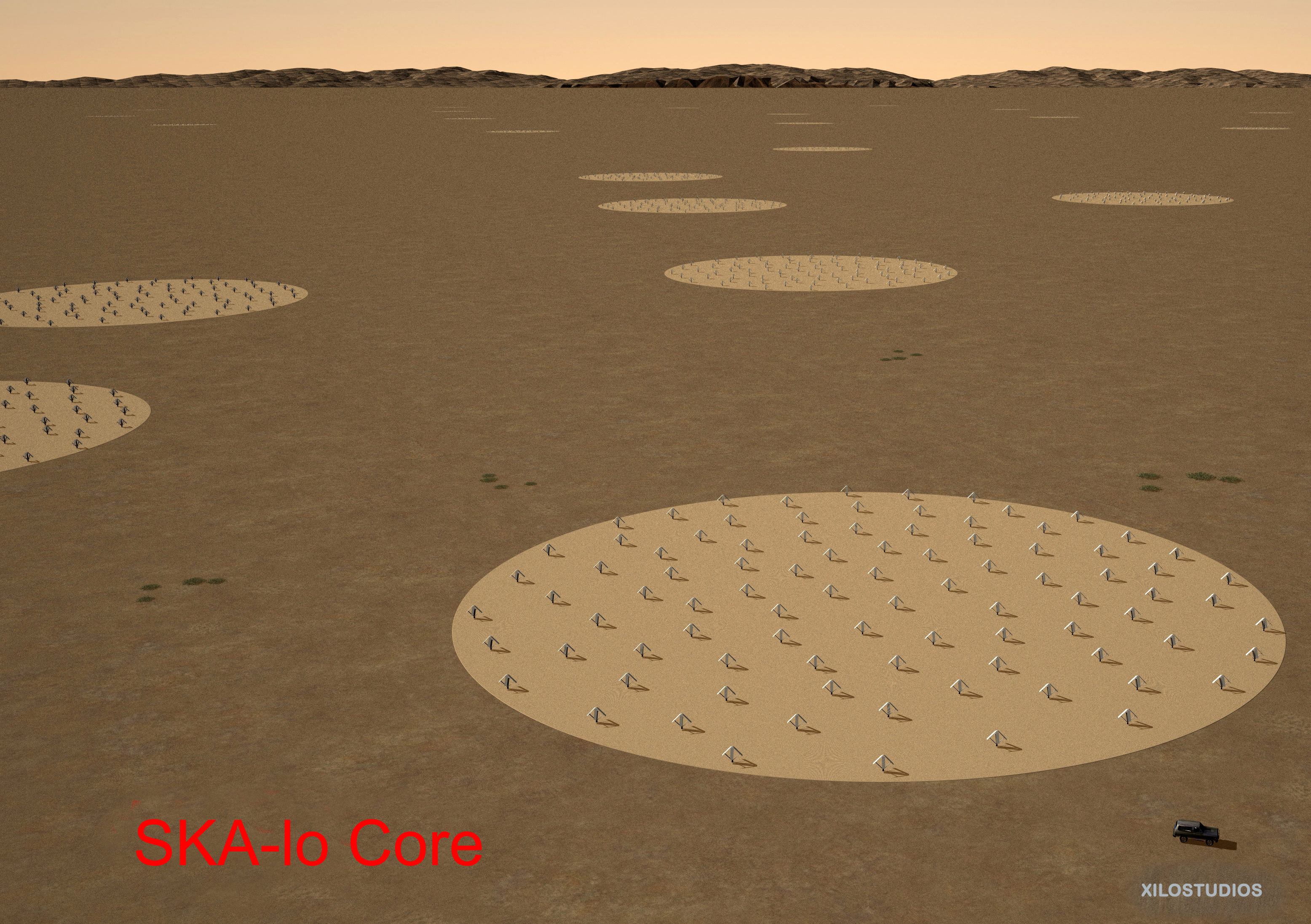
صورة بالحاسوب لهوائيات نطاق الموجات المنخفض وتوزيعها المركزي.(أنظر السيارة في الصورة).

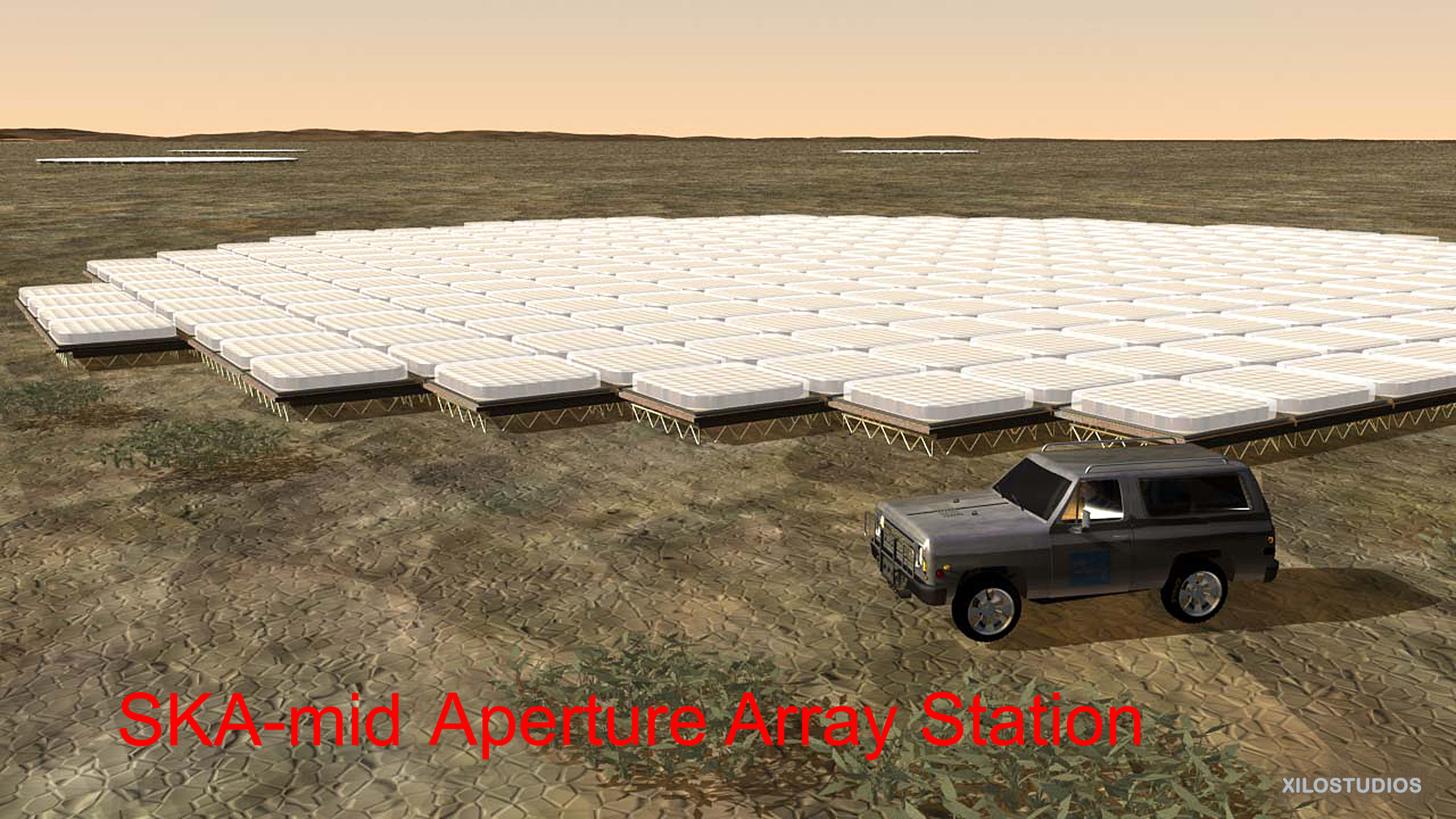
صورة بالجاسوب لأحد هوائيات النطاق المتوسط

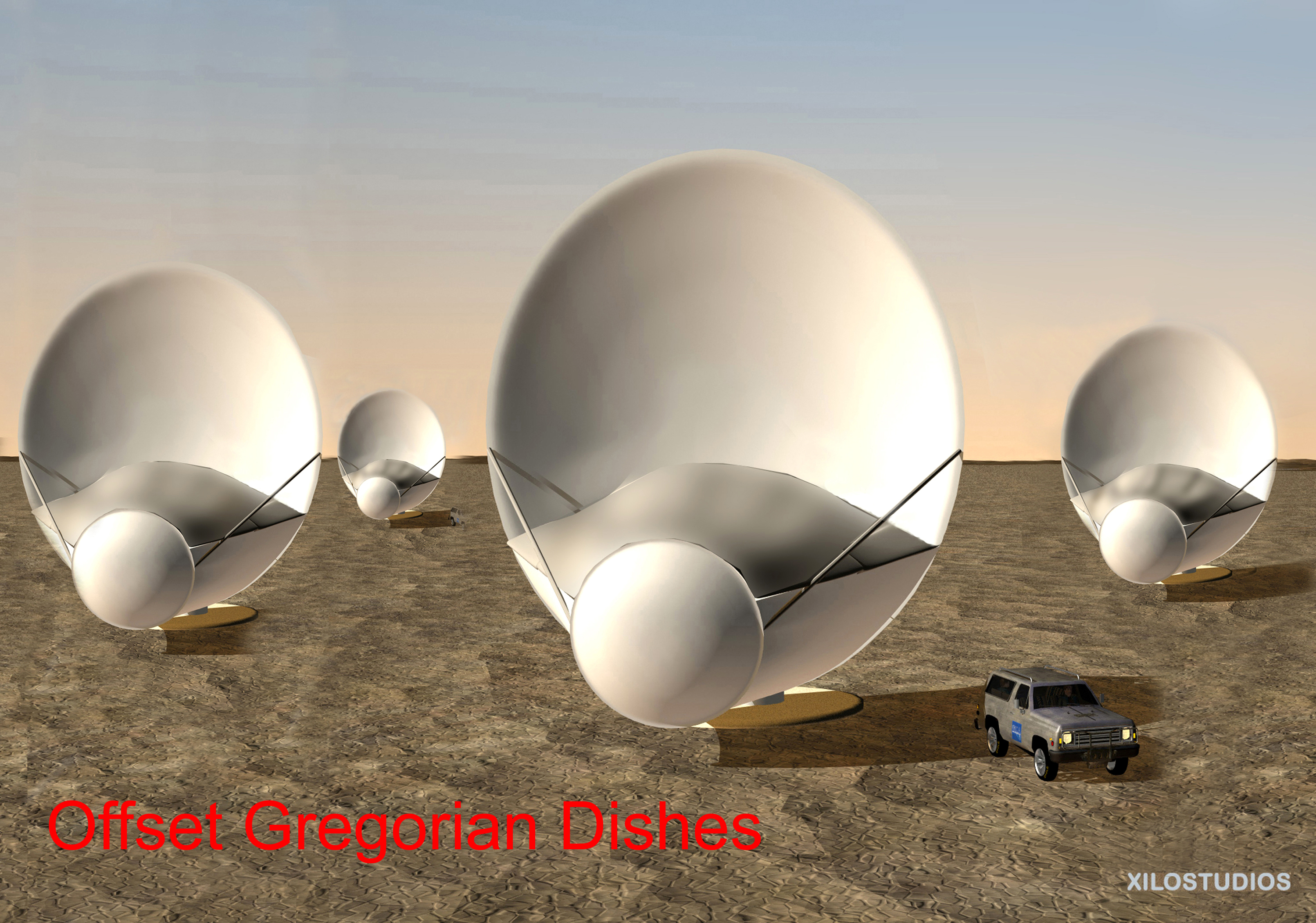
صورة بالحاسوب لهوائي في شكل قطع مكافئ.

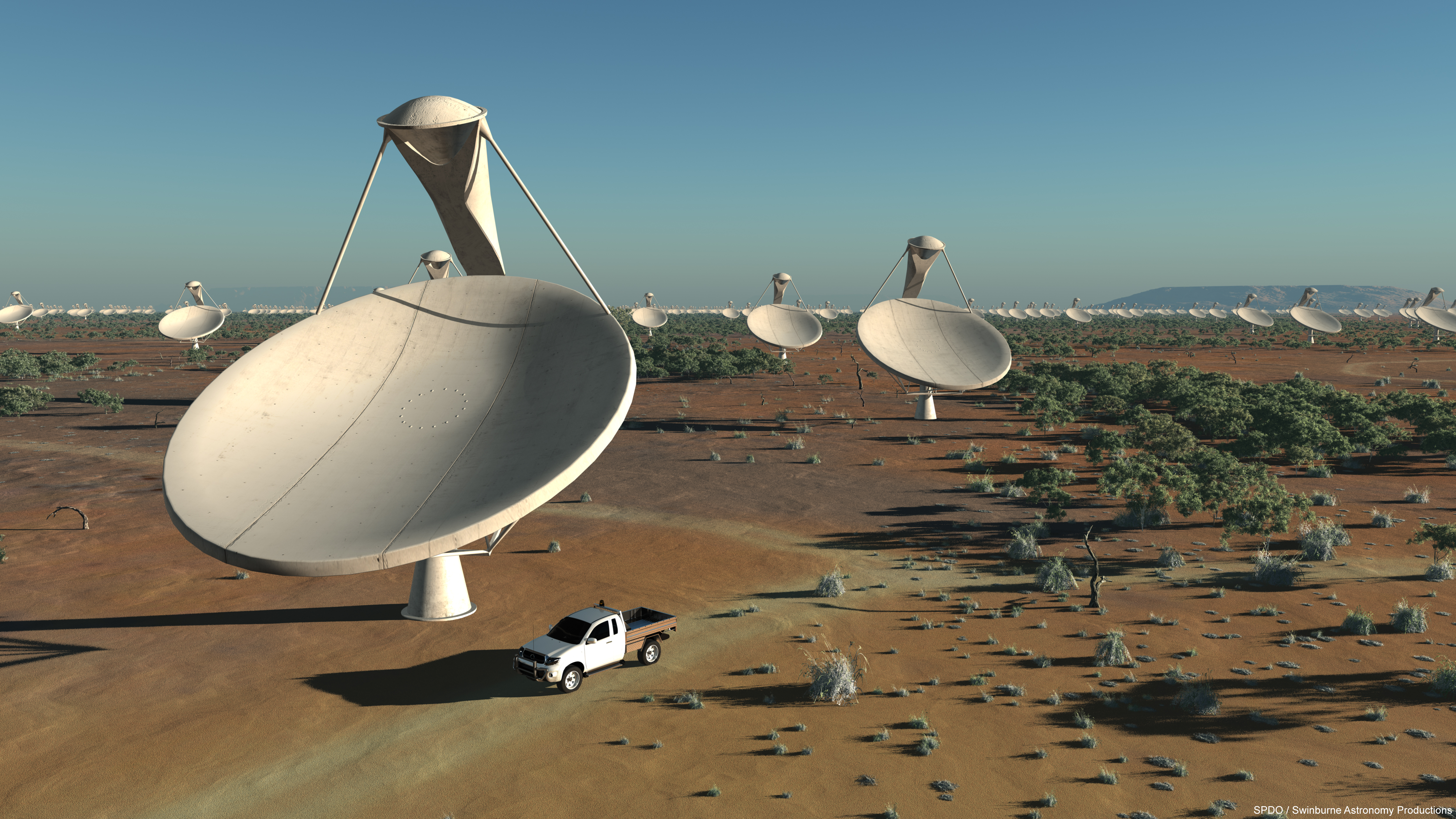
صورة تخيلية لهوائيات قطع مكافئ.

سيجمع مصفوف الكيلومتر المربع إشارات مستقبلة من ألاف الهوائيات الراديوية الصغيرة والمتوسطة الحجم، و 100 من الهوائيات كبيرة الحجم. وعن طريق اتساع المسافات بينها - حيث ستكون مجموعات الهوائيات موزعة على مسافات تبلغ 3000 كيلومتر - فهي تمثل بذلك مساحة جبارة للاستقبال الراديوي، مما سيرفع من دقة تحديد المصادر الآتية منها الإشارات والموجات الكهرومغناطيسية. كما سيكون لمجموعات الهوائيات زاوية للرؤية واسعة قد تصل إلى 200 درجة مربعة عند تردد أقل من 1 جيجاهرتز ونحو 1 درجة مربعة (تعادل 5 مرات مساحة القمر في مرحلة البدر) في حيز الترددات الأعلى من ذلك. بذلك ستزداد سرعة مسح السماء وستتاح الفرصة لعدد كبير من المستفيدين من هذا الاستقبال القادم من أنحاء مختلفة من السماء. وعن طريق تجميع عدد كبير من الهوائيات الواسعة سترتفع حساسيتهم ويأمل العلماء أن يشكل هذا المصفوف ثورة جديدة في عالم الاكتشافات الفلكية.
سيبدأ المرحلتين الأولتين في لإنشاء المصفوف بتغطية مستمرة لهوائيات نطاق 70 ميجاهرتز إلى 10 جيجا هرتز. وفي المرحلة الثالثة سيتسع نطاق الاستقبال إلى ترددات تصل إلى 30 جيجاهرتز (يعادل طول موجة قدرها 10 مليمتر).
1. المرحلة الأولى : حتى عام 2017، نحو 20% من المساحة المستقبلة وتعمل في النطاقين التراددات المنخفضة والمتوسطة.
2. المرحلة الثانية : حتي عام 2022 : الوصول إلأى المساحة الكلية الحساسة المخطط لها في نطاقي الترددات المنخفضة والمتوسطة،
3. المرحلة الثالثة : بعد عام 2022 : بناء المصفوف لنطاق الترددات الأعلى.

لا يمكن بتصميم للهوائي واحد تغطية نطاق الاستقبال بين 70 ميجا هرتز (تعادل طول موجة 5 متر) و 10 جيجاهرتز (تعادل طول موجة قدره 30 مليمتر). ولذلك فسيكون تصميم الهوائيات بأحجام مختلفة : هوائيات لنطاق التردد المنخفض، هوائيات لنطاق التردد المتوسط وهوائيات قطع مكافئ كبيرة.
ستوزع هوائيات مصفوف الكيلومتر المربع في ثلاثة مناطق :
1. المنطقة المركزية وتجمع فيها هوائيا قطع زائد في الداخل حتى نصف قطر 5 و2 كيلومتر (SKA-low)،
2. المنطقة المتوسطة ،حتى 180 كيلومتر. هوائيات قطع زائد SKA-mid و SKA-low،
3. منطقة خارجية بين 180 كيلومتر و 3000 كيلومتر : خمسة أذرعة حلزونية يحتوي كل منها على 20 من هوائيات قطع زائد.

## قياسات المادة المظلمة والطاقة المظلمة

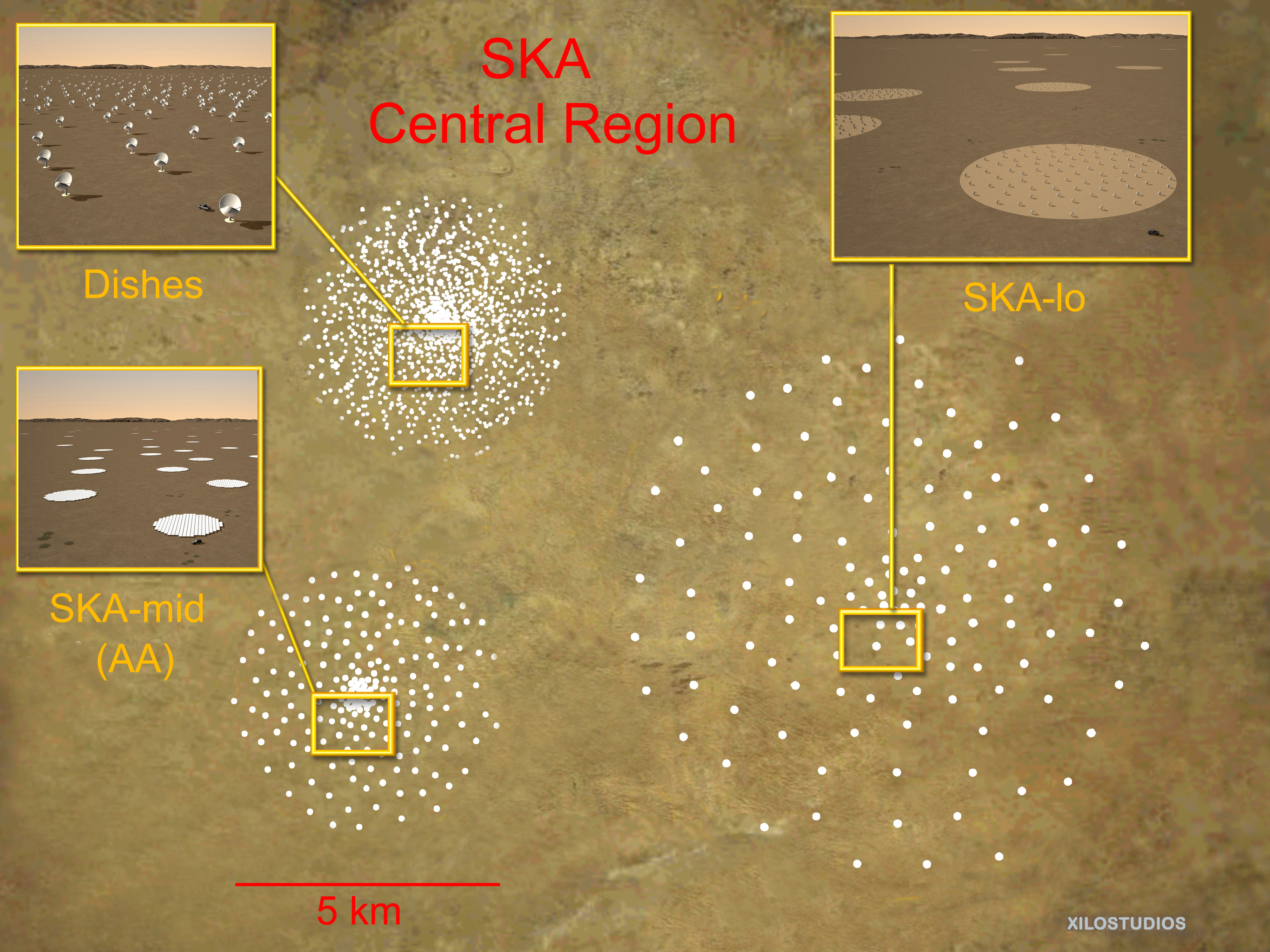
Schema der zentralen Region des SKA

ستكون حساسية المصفوف في تردد يعادل طول موجة قدرها 21 سنتيمتر لخط طيف الهيدروجين عالية تسمح بقياس هذا التردد من جهات آتية من حافة الكون البعيدة. ودراسة المجرات على هذا البعد البالغ سيسمح لنا بمعرفة كيفية نشأة المجرات وتطورها.
ومن قياس توزيع الهيدروجين في الأنحاء المختلفة في الكون فمن المفروض أن نتوصل إلى معرفة أين وكيف تكونت الكيانات الأولي الكونية التي نشأت منها مجرات وعناقيد المجرات. ومنها نستطيع استنتاج تأثيرات المادة المظلمة ونصيبها في تطويره.
تعمل المادة المظلمة على تجاذب المادة وتماسكها في مجرات وعناقيد مجرات. وتعمل الطاقة المظلمة على إبعادها عن بعضها، ونظرا لما أثبتته القياسات الفلكية عن تمدد الكون وتزايد سرعة تمدده فيبدوا أن الطاقة المظلمة هي الرابحة.

## قياسات العصور المظلمة والثقوب السوداء
سيكون في وسع مصفوف SKA فحص الحلقات الغامضة في تاريخ الكون، وهي حقبة 300.000 سنة الأولى بعد الانفجار العظيم حيث بدأ بعدها الكون أن يكون شفافا بالنسبة للاشعة وبدأ تكون مجرات فيه. ونظرا لأنه سيكون في استطاعة المصفوف قياس توزيع الغاز في تلك الآونة فمن الممكن ان يقوم المصفوف بقياس تتابع زيادة شفافية الكون للأشعة عندما بدأت نشأة أول النجوم والمجرات ثم تطورهم.

## نطاق القياس

نفاذية جو الأرض للموجات الكهرومغناطيسية بحسب طول الموجة. جو الأرض نفاذا في النطاق بين طول موجة 20 متر إلى 3 مليمتر.

اختيرت هوائيات بأحجام مختلفة لتغطية استقبال الموجات الكهرومغناطيسية، ومن ضمنها الموجات الراديوية في حيز الترددات بين 70 ميجاهرتز (تعادل طول موجة 5 متر) و 30 جيجا هرتز (تعادل طول موجة 10 قدره مليمتر). في هذا الحيز لطيف الأشعة الكهرمغناطيسية تكون نفاذية تلك الاشعة في الغلاف الجوي للأرض نفاذية كاملة. بذلك نستطيع استقبال الاشعة الكهرومغناطيسية في هذا الحيز من على سطح الأرض بدون ضياع جزء منها. في الواقع هذا مايحدث عند استقبال الضوء الآتي من الاجرام السماوية حيث يمتص الهواء جزءا منها ونضطر لموازنة هذا الفاقد عن طريق تكبير مرآة التلسكوب. ولهذا قام العلماء قبل نحو 15 سنة بإرسال تلسكوب هابل الفضائي إلى الفضاء فوق الغلاف الهوائي للا{ض لأرض ولذلك نجد ان صوره ممتازة وحادة جدا.
كذلك لا نستطيع قياس أشعة إكس القادمة من المجرات والنجوم من على سطح الأرض حيث يمتص الهواء تلك الأشعة، ونضطر لإرسال تلسكوبات في أقمار صناعية لرصد تلك الأشعة السينية خارج الغلاف الهة ائي الأرضي.
سيبدي مصفوف الكيلومتر المربع حساسية كبيرة وأهتماما لرصد الخط الطيفي المميز للهيدروجين في صفحة السماء (وهذا الخط الطيفي ذو طول موجة 21 سنتيمتر) وهو البصمة التي تثبت لنا وجود الهيدروجين، وعن طريق تعيين توزيعة في الكون وعلى أبعاد مختلفة يستطيع العلماء تفسير كيفية نشأة المجرات والنجوم ومراحل تطورها.

## اقرأ أيضا
- مصفوف باثفيندر الأسترالي
- علم الفلك الراديوي
- موجة راديوية
- مرصد مولارد الراديوي
- مسبار ويلكينسون لقياس اختلاف الموجات الراديوية
- المرصد الأوروبي الجنوبي
- مرصد لاسيلا
- مقراب
- تلسكوب العدسات
- مقراب جيمس ويب الفضائي
- مرصد ديناميكا الشمس
- مرصد كيك
- مقراب سبيتزر الفضائي
- مرصد سوبارو
- مرصد جيميني
- مرصد مونا كيا
- استشعار عن بعد
- مسبار فضائي
- تلسكوب هبل الفضائي
- قائمة مشاريع عملاقة